# 267
El año 267 (CCLXVII) fue un año común comenzado en martes del calendario juliano, en vigor en aquella fecha.
En el Imperio romano el año fue nombrado como el del consulado de Parteno y Arcesilao o, menos comúnmente, como el 1020 Ab urbe condita, siendo su denominación como 267 posterior, de la Edad Media, al establecerse el Anno Domini.

## Acontecimientos
- Los godos penetran en el Imperio romano. Saquean Atenas.[1]
- Odenato de Palmira, después de rechazar a los persas, es asesinado.
- Zenobia, reina de Palmira (norte de Siria), logra el dominio total de Siria, Egipto y la mayor parte de Asia Menor.[2]

## Fallecimientos
- Septimio Odenato, rey de Palmira.